# Micropholis cayennensis
Micropholis cayennensis là một loài thực vật thuộc họ Sapotaceae. Loài này có ở Brasil và Guyane thuộc Pháp.